# Techne
Techne (altgriechisch τέχνη téchne) ist ein altgriechischer Begriff, der in europäisch geprägter Philosophie bis heute für das Verständnis von Kunst, Wissenschaft und Technik bedeutend ist.

## Bedeutungsgeschichte
Je nach Bedeutungszusammenhang und philosophischer Tradition kommt der Begriff in unterschiedlich latinisierten Schreibweisen vor: Texnh, téchne, technê, technē, techné und techne. Seine umfassende und reichhaltige Bedeutung entwickelte sich durch Jahrhunderte der griechischen Philosophie der Antike. Die Wandlungen, Erweiterungen und Ausformungen seines Sinngehalts wurden durch antike römische Übernahmen und Neuinterpretationen bis in die christliche Zeit, teils durch Überlieferungen bis in das Mittelalter, und durch Einflüsse aus anderen kulturellen Traditionen gefördert und geprägt.

### Homer und Vorsokratiker
Der Ursprung der Auffassung von techne bei den Vorsokratikern ist aus der Ilias (aufgezeichnet etwa zwischen dem 13./12. und 7. Jahrhundert v. Chr.) rekonstruierbar. Dort bedeutete technē das Können der Handwerker, die mit dem Namen tekton bezeichnet wurden.
Schon in der griechischen Frühzeit war technē nicht mehr an die handwerkliche Tätigkeit und nicht an das Herstellen und Produzieren gebunden, sondern wurde Verfahren und Methode für jede Art von Tätigkeit. „Als dieses praktische Wissen ermöglicht sie vorausplanende Berechnung und zielbewußtes Handeln: wo technē das Tun bestimmt, gibt es ein τέλος, ein Ziel, auf das hin gewirkt, etwas, das bewegt, ein Werk oder eine Tat, die verwirklicht werden sollen. Damit wird technē ein Mittel zur planvollen Erreichung eines Zieles.“
An die heute zunehmend hinterfragte Unterscheidung zwischen angewandter und freier Kunst, wie auch zwischen Grundlagenforschung und angewandter Forschung, erinnert die Bedeutung von techne in Handwerken, Gewerben, Berufen und Ämtern, die nach ihrem Ansehen in der griechischen Gesellschaft unterschieden wurden: Die techne der sozial niedrig stehenden, sogenannten „banausischen“ Gewerbe („artes mechanicae“) wie Leichenbestatter, Banker, Salbenhersteller, Koch und Schmied hatte einen anderen Stellenwert als die techne der sogenannten „höheren“, oder, wie sie später hießen, „freien Künste“ („artes liberales“), ausgeübt von Musikern, Dichtern und Wissenschaftlern, aber auch von rhetorisch geschulten Rednern, von medizinisch gebildeten Ärzten und von Schauspielern mit Beherrschung der Bühnenkunst.

### Sophisten
Die sophistischen Gelehrten unter den Vorsokratikern, beginnend mit Protagoras (485–415 v. Chr.) richteten ihre Aufmerksamkeit insbesondere auf die Ausbildung ihrer Schüler in Rhetorik, griechisch ῥητορική [τέχνη] rhetorikē (technē). Dabei werden, aufbauend auf der Kunst der Rede, erste Ansätze der Entwicklung zu einer allgemein anwendbaren Methodik sichtbar, wie Wissen strukturiert und überzeugend weitergegeben werden kann (vgl. Rhetorik bei Sophisten). Bis in unserer Zeit gilt das traditionelle Können der Handwerker als Handwerkskunst während bei der Kunst der Rede, als Beispiel für geschultes Können, eine eher „höhere Bedeutung“ unterstellt wird.

### Sokrates und Platon
Eine weitere Wandlung verbindet zur modernen Ausformung des Begriffs im Sinne von Wissenschaft: „Die Tendenz, alles menschliche Wissen als technê zu verstehen, hat sich im fünften Jahrhundert mit dem Aufstieg Athens herausgebildet und ist zur Zeit des Sokrates (469–399 v. Chr.) in voller Geltung.“ Die etwas später entstandene Auffassung von Platon (428/427–348/347 v. Chr.) erschließt sich aus seinem Dialog Gorgias. „Nach Platons Technemodell beruht jede techne auf Wissen, epistéme: auf einem Wissen über das Objekt, mit dem es diese techne zu tun hat, und auf dem Wissen nach den Zielen und Zwecken, die sie erreichen soll. Die platonische techne steht zu ihrem Gegenstand in einem intentionalen und teleologischen Verhältnis: sie ist für etwas oder für jemanden auf etwas ausgerichtet. Das Ziel, das durch die Leistung der techne, das ergon erreicht werden soll, ist letztlich immer das Gute für das Objekt der techne.“ In Platons Betonung des Wissens, im Sinne von epistéme als Grundlage für techne, zeigt sich, dass er „das Fundament der Lehre nicht mehr in einer bloßen Kunstfertigkeit, sondern in der Wissenschaft begründet sehen wollte.“

### Aristoteles
Aristoteles (384–322 v. Chr.) führt Differenzierungen ein, die den Begriff techne zwar in Richtung der in der Neuzeit entwickelten Unterscheidung von Technik und Wissenschaft entwickeln, ihn jedoch nicht mit unserem heutigen Verständnis von „Technik“ direkt vergleichbar machen. Aristoteles ordnet techne dem poietischen Teil der menschlichen Tätigkeiten oder Wissenschaften zu. „Anders als bei Plato und den vorangegangenen Philosophen, für die die Begriffe techne und epistéme weitgehend auswechselbar waren, finden sich bei ihm Abschnitte, in denen scharf zwischen techne und epistéme differenziert wird […].“.
Aristoteles unterscheidet ebenso deutlich Theoretiker und Praktiker. „Jede Kunst ist ein System von festen Regeln, die auf den Einzelfall angewendet werden müssen. Sie hat zwei Seiten: die theoretische des auf das Erkennen der Ursachen beruhenden, geregelten Verfahrens (μέϑοδος méthodos) und die praktische, anwendungsbezogene einer entsprechenden Kompetenz oder Fähigkeit (δύναμς dýnamis), die der hat, welcher das Werk der Kunst hervorbringt.“ „Methodik garantiert erst eine Kunstkonzeption, die auch die Gründe und Ursachen des Handelns angibt, wie sie etwa in der Affektenlehre der Aristotelischen „Rhetorik“ vorliegen.“ Ohne Methodik bleibt nur „aufs Geratewohl“ zu arbeiten. „Darin sieht Aristoteles den Unterschied zwischen seiner τέχνη téchne und der der Sophisten“.

## Heutige Bedeutung
Aus dem Alltagsverständnis des Begriffs Technik gebildete Rückschlüsse auf die Wortbedeutung von techne sind falsch. Der ursprüngliche Begriff enthält keine Unterscheidung der heutigen Kategorien Kunst und Technik. Die altgriechische Bedeutung wird heute allgemeinverständlich nur annähernd (vgl. Technik) mit Fähigkeit, Kunstfertigkeit, Handwerk umschrieben, in der neueren Philosophie auch als 'Kunstlehre' (in der Tradition des Sophisten Protagoras).
Seit die durch technische Medien vermittelte Wissenschaft, Kunst und Technik digitalisiert zusammenfließt, weil alles je Abgebildete und Geschriebene in Binärcode verwandelt, in Beziehung gesetzt und gespeichert werden kann, findet der Begriff techne, in diesem Sinne erweitert, erneut zeitgemäße Ausprägungen im philosophischen Diskurs. Ein Beispiel: „Zum einen gilt es, mediale Maschinerien als Spiegelungen von Bedürfnissen, Antrieben und Phantasmen einer Menschheit zu verstehen, die nicht zuletzt in Gestalt der techné praktische Anthropologie betreibt, zum anderen aber ist danach zu fragen, wie diese mediale techné die Befindlichkeit des Menschen verändert, variiert und modifiziert, die sich nicht einfach statisch zwischen Mensch und Welt stellt, sondern indem sie letztere erst in der uns heute geläufigen Form konstituiert, auch jene Momente des Inszenatorischen und Imaginären ins Blickfeld rückt.“
Der Verein Berliner Künstler realisierte 2019 zusammen mit der Universidade Federal do Rio Grande do Sul UFRGS die Doppelausstellung Techne im Rathaus Porto Alegre und in der Galerie des Vereins Berliner Künstler.